# Nashwa Eassa
Nashwa Abo Alhassan Eassa (Omdurman, 1980) es una física sudanesa especialista en materiales y nanotecnología. Es  profesora de física en la Universidad de  Al-Neelain en Jartum.

## Biografía
Eassa  se licenció en física, Universidad de Jartum, en 2004. Obtuvo el máster  en nanotecnología y física de materiales  en la Universidad de  Linköping de Suecia en 2007. Ha sido  conferenciante  y profesora de ayudante de física en la Universidad de Al-Neelain desde  2007. En 2012 se  doctoró  en la Universidad Metropolitana Nelson Mandela de Sudáfrica (NMMU). En 2013 fundó la organización no gubernamental Mujeres sudanesas en Ciencias  y es  miembro de la Organización para las Mujeres en la Ciencia del Instituto de Física de Sudáfrica y de la Organización  Mujeres en Ciencia para el Mundo en Desarrollo (OWSD).
En 2015 Eassa ganó  el  Premio OWSD – Fundación Elsevier para jóvenes científicas en el mundo en desarrollo (enlace roto disponible en Internet Archive; véase el historial, la primera versión y la última). . El premio reconoció su investigación sobre la disminución de la acumulación de película en la superficie de los semiconductores de alta velocidad.
Eassa está involucrada en el desarrollo de estructuras de nanotubos y nanopartículas de óxido de titanio. También está involucrada en proyectos  para capturar hidrógeno y depurar el agua con la radiación solar.
Ha sido candidata a la vicepresidencia de los países árabes de la OWSD.